# Takeru Ōtsuka
Takeru Ōtsuka (大塚 たける?, Takeru Ōtsuka) (Atsugi, 2 aprile 2001) è uno snowboarder giapponese, specializzato in slopestyle e big air.

## Biografia
Originario di Atsugi e attivo in gare FIS dal marzo 2015, Takeru Ōtsuka ha debuttato in Coppa del Mondo il 25 marzo 2017, giungendo 58º nello slopestyle di Špindlerův Mlýn. L'8 settembre 2018 ha ottenuto il suo primo podio nel massimo circuito, classificandosi 2º nel big air di Cardrona vinto dallo statunitense Chris Corning e il 3 novembre successivo la sua prima vittoria, nella stassa disciplina a Modena, davanti allo stesso Corning.
In carriera ha preso parte a due edizioni dei Giochi olimpici invernali e a tre dei Campionati mondiali di snowboard.

## Palmarès

### Winter X Games
- 3 medaglie:
  - 2 ori (big air a Fornebu 2018 e ad Aspen 2019)
  - 1 argento (big air ad Aspen 2023)

### Mondiali juniores
- 2 medaglie:
  - 2 ori (slopestyle e big air a Cardrona 2018)

### Coppa del Mondo
- Miglior piazzamento nella Coppa del Mondo di freestyle: 2º nel 2019
- Vincitore della Coppa del Mondo di big air nel 2019
- Miglior piazzamento nella Coppa del Mondo di slopestyle: 5º nel 2019
- 6 podi:
  - 3 vittorie
  - 2 secondi posti
  - 1 terzo posto

#### Coppa del Mondo - vittorie
| Data             | Luogo         | Paese    | Disciplina |
| ---------------- | ------------- | -------- | ---------- |
| 3 novembre 2018  | Modena        | Italia   | BA         |
| 21 dicembre 2018 | Secret Garden | Cina     | SBS        |
| 22 ottobre 2022  | Coira         | Svizzera | BA         |

Legenda:

SBS = Slopestyle
 
BA = Big air